# Apollodore de Carystos
Pour les articles homonymes, voir Apollodore et Carystos.
Apollodore de Carystos (en grec ancien Ἀπολλόδωρος ὁ Καρύστιος), originaire de Carystos en Eubée, est un des plus importants poètes de la nouvelle comédie attique, actif à Athènes entre 300 et 260 av. J.-C. Il ne doit pas être confondu avec Apollodore de Géla (342–290), lui aussi auteur de comédies, contemporain de Ménandre. 
Apollodore écrivit 47 comédies et fut primé cinq fois. Térence s'est inspiré de l’῾Εκυρά et de l’᾽Επιδικαζόμενος pour son Hecyra et son Phormio. 

## Titres subsistant et fragments
| - Amphiaraos (Amphiaraus) - Anteuergetôn (« Celui qui paye de retour un bienfait ») - Apokarterountes (« Ceux qui se laissent mourir de faim ») - Apoleipousa (« La Femme infidèle ») - Grammateidiopoios (« Le Fabricant de tablettes à écrire ») - Diabolos (« Le Calomniateur ») | - Hekyra (« La Belle-Mère ») - Ennea (« Neuf ») - Epidikazomenos (« Le Plaignant ») - Hiereia (« La Prêtresse ») - Proikizomenè (« La Femme avec sa dot ») ou Himatiopôlès (« Le Marchand de vêtements féminins ») - Sphattomenè (« La Femme égorgée ») |  |

En plus de ces pièces, il y a neuf autres titres (et des fragments) qui sont attribués simplement à « Apollodore » par les sources antiques, sans préciser s'il s'agit d'œuvres d'Apollodore de Carystos ou d'Apollodore de Géla :
| - Adelphoi (« Les Frères ») - Aphanizomenos (« L'Homme qui disparaît ») - Galatai (« Les Galates ») - Diamartanôn (« L'Homme qui échoue totalement ») - Kitharôdos (« Le Citharède ») | - Lakaina (« La Laconienne ») - Paidion (« Le Petit Enfant ») - Paralogizomenoi (« Les Captieux ») - Synephèboi (« Ceux qui ont été adolescents ensemble ») |  |

### Édition des fragments
- Theodor Kock, Comicorum Atticorum fragmenta, vol. II. Leipzig, Teubner, 1884.
- Rudolf Kassel & Colin Austin, Poetae comici Graeci, vol. II. Berlin & New York, 1983, p. 485-501.